# Kantoorbus
De kantoorbus (ook wel office on wheels genoemd), is een in België rijdend kantoor dat de reistijd van het woon-werkverkeer van de gebruikers omzet in werktijd.

## Concept
Van het moment dat de werknemer nabij zijn woning instapt, begint zijn werktijd en hij heeft daarbij de beschikking over een kantoorplaats in het voertuig. De gebruiker kan er inloggen op de computer van zijn werkgever en starten met zijn dagtaak. Dezelfde voorwaarden tellen bij de terugreis.
De reistijd wordt gerekend als werktijd, zodat men uiteindelijk minder tijd verspilt. Het draagt ook bij tot het reduceren van het fileleed en de milieuvervuiling.

## Proefproject
Het initiatief kwam van het Vlaams Instituut voor Mobiliteit en werd vervolgens gesteund door meerdere busmaatschappijen en hun respectievelijke beroepsverenigingen. Colruyt ging als eerste in op de oproep en testte vanaf september 2016 dit systeem uit. Hun kantoorbus telt 24 werkplaatsen en de gebruikers hebben naast hun wifi ook een printer en koffie ter beschikking tussen Gent en de hoofdzetel in Halle.
Begin 2017 besliste de Colruyt Group het project met 2 jaar te verlengen. De werkplaatsen werden wel uitgebreid van 24 naar 28.